# Emiliano Gironella
Emiliano Gironella Parra (Ciudad de México) artista plástico mexicano, es hijo de los pintores Alberto Gironella y Carmen Parra, por lo que tuvo contacto con el arte desde muy joven. Su trabajo escultórico en metacrilato y en bronce, algunos de ellos impactantes y dramáticos, otros con evidente ironía crítica. 

## Biografía
Su primera formación académica en artes visuales se da en la Interlochen Arts Academy, Míchigan (1990-1992). Al inicio se interesó por la fotografía y el cine. Pero muy pronto su práctica artística se decantó por la pintura, el grabado y las tallas directas en plancha de madera –– como para la realización de xilografías, de cuya técnica es un reconocido especialista –– que en muchas ocasiones concluye en grandes monotipos sobre papel. 
Sus temas tomaron muy tempranamente una deriva mexicana seguramente heredada de sus padres y el ambiente cultural nacional del que forma parte. Son temas castizos, populares, pero también cultos y literarios: los toros, las peleas de gallos, sus homenajes a José Alfredo Jiménez, las cantinas. Sus series dedicadas a Greguerías de Ramón Gómez de la Serna; el poema Muerte sin fin de José Gorostiza; Pozos a Juan Rulfo; Primero sueño de Sor Juana Inés de la Cruz; El Payaso de las Bofetadas y el Pescador de caña de León Felipe. México al filo en años recientes ha dedicado parte de su trabajo a hacer una crítica al narcotráfico y los problemas que éste ha generado. Artempatía proyecto artístico y pedagógico renovador de arte contra la violencia.
Es invitado por el King´s College London, para participar en Mexican Visualities: Critical Approaches to Identity, Image and Violence, con su proyecto de Artempatía que se desprende de los talleres realizados con los hijos de policías federales caídos en combate contra el narcotráfico. Realiza el mural Exilio en la Biblioteca del Colegio de México, por el 75 aniversario de su fundación. Heróes y Cicatrices, Museo Nacional de Culturas Populares, Ciudad de México; Artempatia / Empathy Art Jason Vass en cooperación con Getty Museum. Se editó su lectura plásticas del poema Tierra baldía de T.S. Eliot. El 13 de julio de 2017, durante la conmemoración del Día del Policía Federal recibe el reconocimiento de manos del presidente Enrique Peña Nieto por su proyecto Manos Manchadas de Pintura.
En octubre de 2019 presenta el libro Pluma y plomo que ilustra con 52 obras el encuentro de Cortés y Moctezuma, con textos de Christian Duverger y Luis Barjau.  En noviembre de ese mismo año recibió junto con el director Enrique Arroyo el premio Malvinas en el marco del 34 Festival del Cinema Latino Americano de Trieste por el largometraje Cicatriz Arte, memoria audiovisual de los talleres impartidos a los hijos de policías federales. En el Marco del 48 Festival Cervantino expone Pluma y Plomo en el Museo Iconográfico del Quijote en Guanajuato. 2021, es invitado a participar como ponente en el XXX Coloquio Cervantino; presenta su exposición Cortés escritor en el Museo Iconográfico del Quijote en Guanajuato. 

## Obra
Su trabajo escultórico en metacrilato y en bronce, algunos de ellos impactantes y dramáticos, otros con evidente ironía crítica. Además de estos temas y procedimientos técnicos característicos, ha desarrollado otras series menos conocidas de indudable interés: acciones y fotografías digitales (en Mineral de Pozos), cortos de animación, instalaciones en homenaje a artistas contemporáneos –– Jasper Johns, Rothko, J. Albers, Roy Lichtenstein ––, etc.

## Libros ilustrados
-De la Lidia y otros ojos de Emiliano Gironella 1995
-el circo de ojos - homenaje a André Breton por el centenario de su nacimiento por Emiliano Gironella 1996
-Sol Sombra General - Tradición y modernidad del arte taurino por Emiliano gironella 1996
-RAMÓN - exposición de óleos y otros trabajos por Emiliano Gironella 1997
-Y sigue siendo el rey, homenaje a José Alfredo Jiménez por Carlos Monsiváis y Emiliano gironella 1998
-A San Fermín venimos - donde se origina el arte por Emiliano Gironella 2000
-En esta esquina - BOX por Alfredo Garcia Revuelta y Emiliano Gironella 2000
-Toros, gallos y tequila por Emiliano Gironella 2001
-Al alimón cantinero por Emiliano Gironella y Demián Flores Cortes 2004
-El desnudo y la mirada por Emiliano Gironella 2005
-1001 pinnturas que hay que ver antes de morir por Stephen Farthing . J.F.Yvars 2007
-Muerte sin fin - por José Gorostiza - ilustraciones por Emiliano Gironella 2009
-México al filo, textos de Gilberto Prado Galán - ilustraciones por Emiliano Gironella 2011
-Primero el ojo después la palabra - homenaje a Sor Juana Inés de la Cruz por Emiliano Gironella 2011
-Manos manchadas de pintura por Emiliano Gironella y niños de México 2013
-El payaso de las bofetadas y el pescador de caña por León Felipe, ilustraciones de Emiliano Gironella 2014
-Escritos a la muerte de mi padre por Alfonso Reyes, ilustraciones de Emiliano Gironella 2014
-Artempatía por Emiliano Gironella y Pablo J. Rico 2015
-Tierra Baldía por T.S. Eliot, edición de Víctor Manuel Mendiola, ilustraciones de Emiliano Gironella 2017
-Pluma y plomo de Christian Duverger y Luis Barjau 2019
-Cortés, escritor por Christian Duverger, ilustraciones de Emiliano Gironella 2020

## Exposiciones
-Pluma y Plomo por Emiliano Gironella, centro histórico de la Ciudad de México 2019
-Miliano Orígenes por Emiliano Gironnella en Ciudad de México 2023
-Visión Cannabica de Emiliano Gironella en Ciudad de México 2023
-48 Festival Cervantino expone Pluma y Plomo en el Museo Iconográfico del Quijote en Guanajuato.
-Exposición pictórica de Emiliano Gironella en Mimí Mendoza Gallery en Guadalajara, Jalisco 2023
-En memoria de José Alfredo Jiménez en Centro Cultural de los Pinos en Ciudad de México 2023
-Realidad y maravilla, 500 años del encuentro por Emiliano Gironella Moctezuma-Cortes en Madrid, España 2023
- Datos: Q59462080